# 삼성 기어 VR
삼성 기어 VR(영어: Samsung Gear VR)은 삼성전자와 오큘러스사(오큘러스 리프트의 제작사) 와의 공동 개발로 만들어진 가상현실 체험기기로, 2014년 9월 독일 베를린에서 열린 IFA 2014에서 공개되었다. 스마트폰을 꽂아서 사용할 수 있는 형태로 되어 있으며 갤럭시 노트 4 에디션과 기어 VR 갤럭시 S6 에디션이 각각 출시되었다.갤럭시 S6 에디션은 갤럭시 S6와 갤럭시 S6 엣지 모두 호환이 된다. 현재 갤럭시 S7과 S7엣지와도 호환된다.

## 같이 보기
- 삼성 갤럭시 웨어러블
- 삼성 기어 VR (2017)
- 삼성 기어 360